# Josef Schwaiger (Künstler)

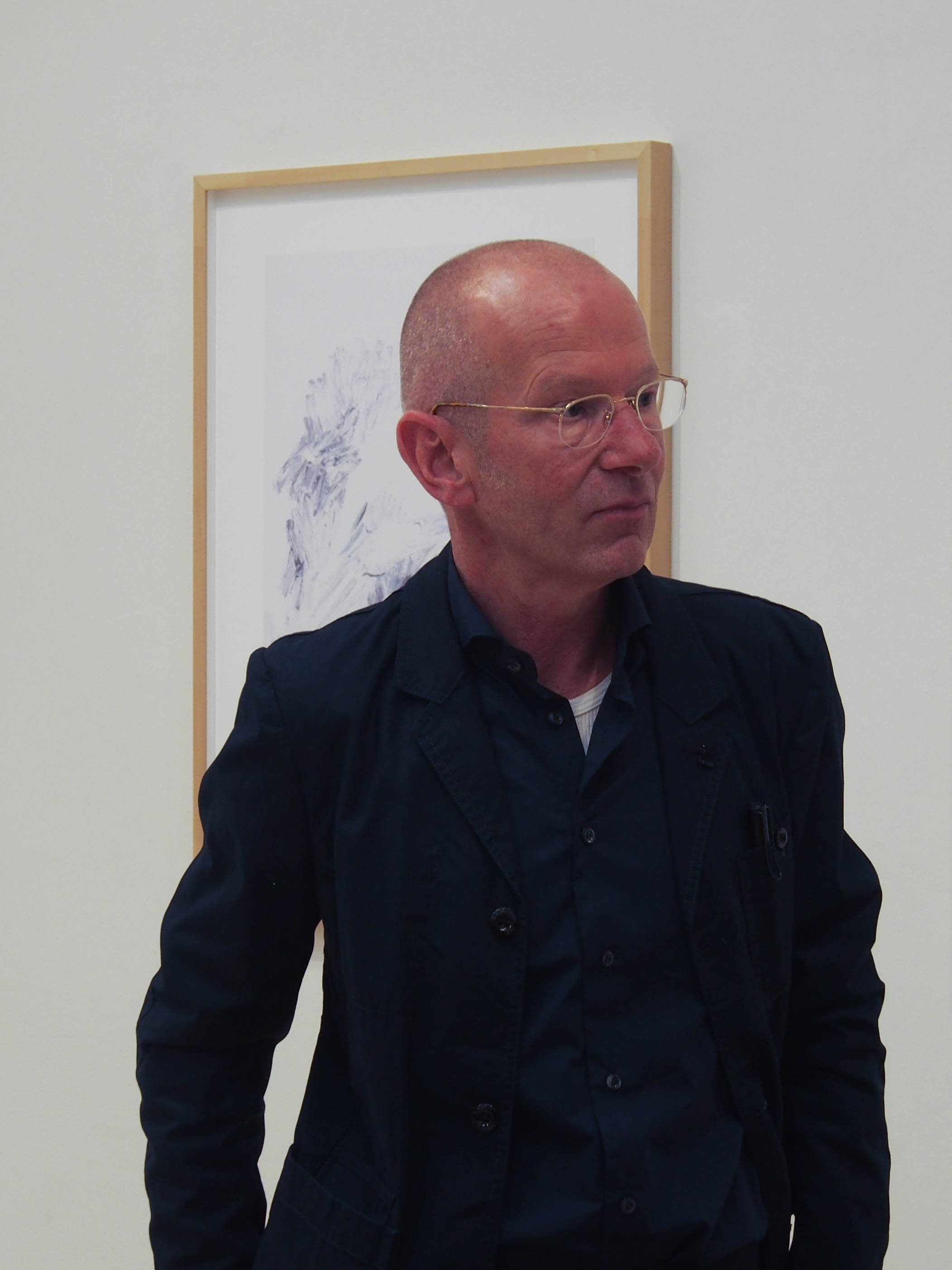
Josef Schwaiger, Ausstellungseröffnung „CI“, 2020; Stadtgalerie Museumspavillon, Salzburg

Josef Schwaiger (* 25. Juli 1962 in Linz) ist ein österreichischer bildender Künstler.

## Leben und Werk
Josef Schwaiger arbeitet seit mehr als drei Jahrzehnten an einem sehr vielschichtigen Werk mit dem Schwerpunkt abstrakte Malerei. Neben großformatigen Leinwandbildern umfasst sein Werk Zeichnungen auf Glasfaserschleifpapier, Aquarelle und Gouachen, Lackeditionen, Kunst am Bau, Kunst im öffentlichen Raum sowie Künstlerbücher.
Ab 1982 war er Student der Kunst- und Werkerziehung (Bereich Malerei bei Peter Prandstetter) an der Universität Mozarteum Salzburg, damalige Bezeichnung Hochschule für Musik und darstellende Kunst „Mozarteum“ in Salzburg, wo er das Lehramt im Jahr 1988 abschloss.
Im Jahr 2004 verlegte er seinen Lebens- und Arbeitsmittelpunkt nach Wien. Heute lebt und arbeitet Josef Schwaiger in Wien und St. Valentin, Niederösterreich.
Josef Schwaiger war an der Akademie der bildenden Künste drei Jahre als Assistent von Erwin Bohatsch tätig.
Seit 2022 unterrichtet er an der Akademie der bildenden Künste im Rahmen der Malereiwerkstatt, deren Lehrangebot von der Vermittlung malerischer Grundlagen bis hin zu profunden Material- und Technikanalysen reicht.
Im Mittelpunkt seiner künstlerischen Tätigkeit steht die Malerei selbst, die intensive Auseinandersetzung mit dem eingesetzten Material, mit Pigmenten und Bindemitteln, deren Struktur und Eigenschaften. Schwaiger begleitet den Entstehungs-, Verwandlungs- und Auslöschungsprozess seiner Malmittel und setzt diesen in den Mittelpunkt seiner Arbeit.
Schwaigers Werke sind in zahlreichen öffentlichen und privaten Sammlungen und Bibliotheken in den USA, Europa und Südafrika vertreten.

## Einzelausstellungen (Auswahl)
- 1988, Das Schuljahr wird wieder Jolly, Ringgalerie, Künstlerhaus, Salzburg
- 1990, Oktober-Juli, Galerie Thaddaeus Ropac, Salzburg
- 1991, Fleetinsel 71, Hamburg
- 1993, Galerie Thaddaeus Ropac, Salzburg
- 1995, Galerie Thaddaeus Ropac, Salzburg
- 1998, Karmeliterkloster, Frankfurt
- 2000, „barcode“, Neue Galerie Graz
- 2002, cmyk|morph, Künstlerhaus Salzburger Kunstverein
- 2005, Oberösterreichische Landesgalerie, Linz
- 2007, myopic, Landesgalerie Linz
- 2013, double booked, Tiroler Landesmuseum Ferdinandeum, Innsbruck
- 2015, Joining The Dots, Museum Angerlehner, Thalheim/Wels
- 2016, Chromospazio, Palazzo Ducale, Mantova (mit Sonia Costantini)
- 2019, Runge Revisited, Museu Nacional de História Natural e da Ciência, Lissabon
- 2020, CI, Stadtgalerie Museumspavillon, Salzburg[1][2]

## Gruppenausstellungen (Auswahl)
- 1988, Kunst nach 1945, Museum C.A., Salzburg
- 1990, Lieblingsbilder – Jo Melom, Budapest, Wien, Köln, Ort: Salzburg,
- 1991, Kunst Europa, Österreich, Kunstverein Hamburg, Deichtorhallen
- 1992, Differenzen, Affinitäten, Brüche – Zeitschnitte ´92, Museumsquartier, Wien
- 1992, Radical Surface, Art LA, Los Angeles
- 1996, Sicht der Dinge 4 – Zentrum und Peripherie, Tiroler Landesmuseum, Innsbruck
- 1996, Five positions in painting, Galerie Steinek, Wien
- 1997, Drawings, Lasca Gallery, Los Angeles
- 1997, Form und Funktion der Zeichnung heute, Frankfurt
- 1998, „Schöpferische Dichte“, Museum Würth, Künzelsau
- 1998, „Austrian Spotlight“, Centre A.Borschette, Brüssel
- 2000, Milch vom ultrablauen Strom, Kunsthalle Krems
- 2000, „Chile:Austria“, Museo de Bellas Artes, Santiago, Chile
- 2004, Neuerwerbungen/aus der Sammlung, LENTOS – Museum der Stadt Linz
- 2005, across - Ankäufe, Tiroler Landesmuseum Ferdinandeum, Innsbruck
- 2005, neu! Ankäufe 2004/2005, Niederösterreichisches Landesmuseum, St. Pölten
- 2009, Schenkung Thaddaeus Ropac, Museum der Moderne, Salzburg
- 2009, Stark bewölkt - flüchtige Erscheinungen des Himmels, MUSA Museum auf Abruf, Wien
- 2012, Zwischen Erinnern und Vergessen – Endlichkeit & Ewigkeit, Museum Stift Admont
- 2012, Montag ist erst übermorgen - Ankäufe des Kupferstichkabinetts 1997-2012, Exhibit - Akademie der Bildenden Künste, Wien
- 2013, Die Sammlung Angerlehner, Museum Angerlehner, Wels/Thalheim
- 2013, A.E.I.O.U. - Österreichische Aspekte in der Sammlung Würth, Museum Würth, Künzelsau
- 2015, Selbstverständlich Malerei! Sammlung Ploner, Unteres Belvedere, Wien
- 2022, Rendezvous mit der Sammlung, Kunst von 1960 bis heute, Landesgalerie NÖ, Krems[3][4]

## Kunst am Bau/Architekturbezogene Arbeiten/Kunst im öffentlichen Raum

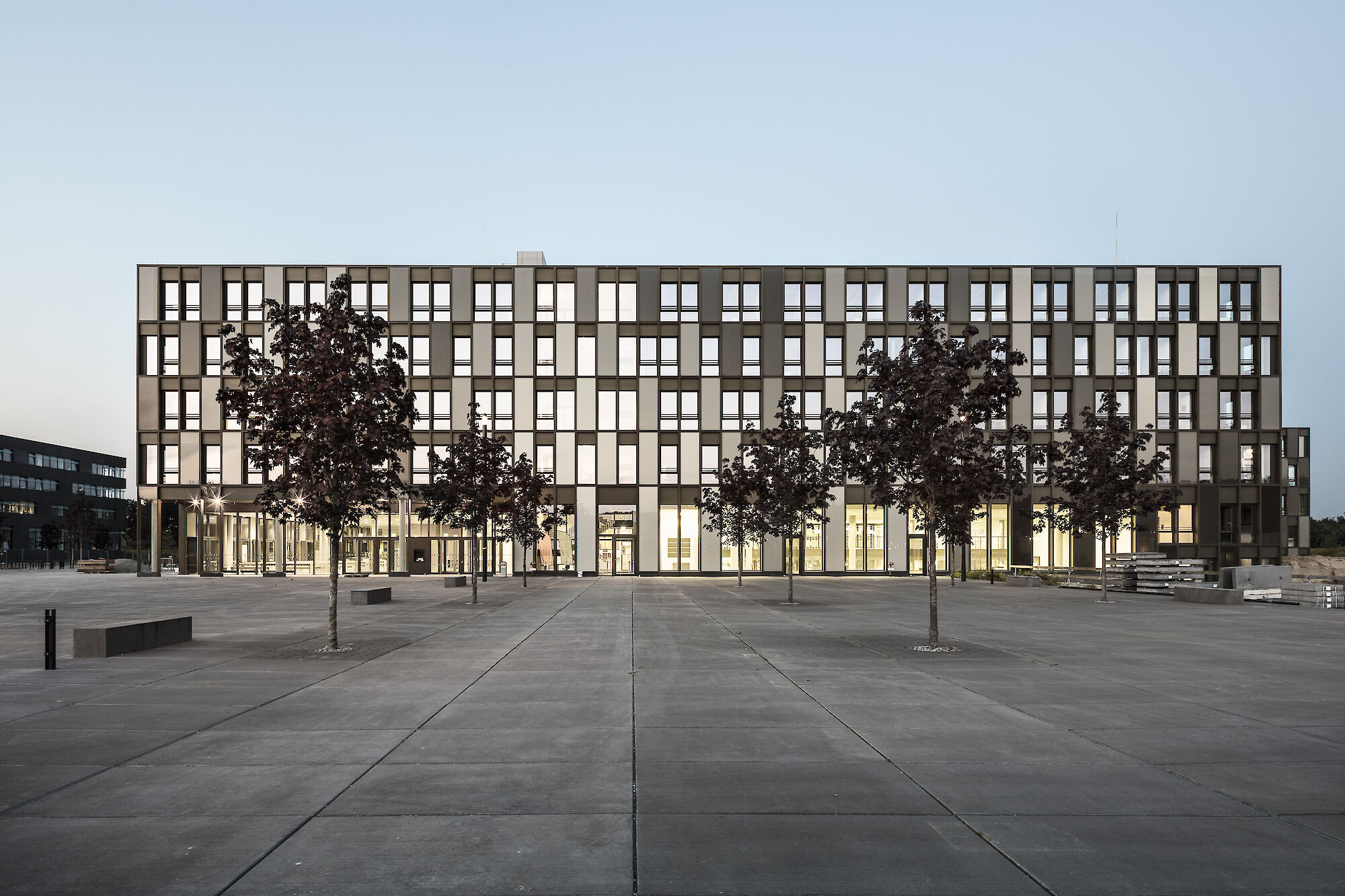
FH Bielefeld Fassade - Gestaltung: Josef Schwaiger

- 1998, Landwirtschaftliche Fachschule Klessheim, Day n'nite, Decken und Wandgestaltung, Farb- und Materialkonzept für die Innenbereiche[5]
- 2000, Jüdisches Museum Wien, Foyergestaltung
- 2000, Seniorenzentrum Linz, Wandmalerei[6]
- 2000, Kapellengestaltung Ursprung, Salzburg (ohne Titel)[7]
- 2001, Landesberufsschule IV Salzburg/Lehen, Erstellung des gesamten Farb- und Materialkonzeptes[8]
- 2010–2015 Ohne Titel (Fassade und Magistrale), Fachhochschule Bielefeld[9]
- 2015, Landesverwaltungsgericht Linz, Gestaltung öffentlicher Innenflächen EG[10]
- 2015 Rainbows End, Kreisverkehrgestaltung St. Valentin/Rems[11]

## Auszeichnungen
- 1988, Würdigungspreis des Bundesministeriums für Wissenschaft und Forschung
- 1991, Förderprämie für bildende Kunst der Salzburger Landesregierung
- 1992, Staatsstipendium
- 1993, Anerkennungspreis für bildende Kunst des Landes Niederösterreich
- 1995, Talentförderungsprämie des Landes OÖ
- 1995, Förderpreis der Salzburger Landesregierung[12]